# Wakefield (Nou Hampshire)
Wakefield és una població dels Estats Units a l'estat de Nou Hampshire. Segons el cens del 2000 tenia 4.252 habitants.

## Demografia
Segons el cens del 2000, Wakefield tenia 4.252 habitants, 1.685 habitatges, i 1.213 famílies. La densitat de població era de 41,8 habitants per km².
Dels 1.685 habitatges en un 31% hi vivien nens de menys de 18 anys, en un 60,1% hi vivien parelles casades, en un 8% dones solteres, i en un 28% no eren unitats familiars. En el 21,8% dels habitatges hi vivien persones soles el 10,3% de les quals corresponia a persones de 65 anys o més que vivien soles. El nombre mitjà de persones vivint en cada habitatge era de 2,52 i el nombre mitjà de persones que vivien en cada família era de 2,92.
Per edats la població es repartia de la següent manera: un 25,7% tenia menys de 18 anys, un 5,2% entre 18 i 24, un 28,4% entre 25 i 44, un 25,7% de 45 a 60 i un 15% 65 anys o més.
L'edat mediana era de 40 anys. Per cada 100 dones de 18 o més anys hi havia 95,2 homes.
La renda mediana per habitatge era de 42.500$ i la renda mediana per família de 45.774$. Els homes tenien una renda mediana de 35.804$ mentre que les dones 24.898$. La renda per capita de la població era de 21.507$. Entorn del 5,1% de les famílies i el 7,1% de la població estaven per davall del llindar de pobresa.